# الحب هو كل ما تحتاجه (فلم 2011)
الحب هو كل ما تحتاجه؟ هو فيلم قصير صدر عام 2011 من إخراج كيم روكو شيلدز مع ليكسي دي بينيديتو كبطلة وراوية. تدور أحداث القصة في مجتمع معكوس حيث المثلية الجنسية هي القاعدة الاجتماعية وتعتبر المغايرة الجنسية من المحرمات. في عام 2014 أُعلن أن الفيلم القصير سيُحوَّل إلى فيلم روائي طويل مع عودة شيلدز كمخرجة وكاتبة مع عودة بعض الممثلين الأصليين. في عام 2016 أصدر الفيلم المقتبس على آي تونز حيث أعادت ليكسي دي بينيديتو نجمة الفيلم القصير لعام 2011 الذي يستند إليه الفيلم دورها آشلي.

## الحبكة
تروي ليكسي دي بينيديتو أحداث الفيلم القصير ويبدأ بميلاد الشخصية الرئيسية آشلي ووالدتيها كارين (ليفي) وفيكي (لازار) في موقع التصوير. ثم تتابع القصة حيث تصف آشلي مشاكلها المبكرة كامرأة مغايرة جنسياً خفيةً عن الجميع. وتضمنت إحدى الأحداث عظةً في الكنيسة رفضت العلاقات بين الجنسين باستثناء الإنجاب، وأخرى وصفت تجربتها في لعب "بيت بيوت" مع أصدقائها حيث قوبلت آشلي بالعداء بعد اقتراحها زواجاً وهمياً بين الجنسين للعبة.
شهدت آشلي أحداثًا أخرى عديدة خلال حياتها. فلم يكن والداها داعمين للمثلية الجنسية إذ لم يعلما أن ابنتهما مغايرة جنسيًا، واستخدما ألفاظًا معادية للمثلية الجنسية مثل "مربي" وطلبا من أطفالهما الذهاب إلى المدرسة بطريقة مختلفة بعد انتقال زوجين مستقيمين جنسيًا إلى حيهما. وفي المدرسة تعرضت للتنمر الجسدي والنفسي بعد اكتشاف علاقتها بزميل في الصف (دانتي ثورن). وبعد اكتشاف علاقتها أنكر زميل الصف (دانتي ثورن) علاقتهما خوفًا من تعرضه للتنمر من أخيه الأكبر وزملائه في المدرسة. لاحقًا اعتدى شقيقه الأكبر ورفاقه على آشلي جسديًا، وكتبت إحدى صديقاتها على جبينها "مغايرة جنسيًا". وعند وصولهما إلى المنزل تلقى والداها مكالمة هاتفية حول التوجه الجنسي لابنتهما. فأمرت فيكي آشلي بالصعود إلى الطابق العلوي وتنظيف نفسها. على عكس زوجتها رفضت كارين ذلك، مما تسبب في جدال بين المرأتين. بدأت آشلي بتنظيف وجهها من علامة التحديد في الحمام حيث غمرتها المشاعر لاحقًا وقررت الانتحار بسبب التوتر والعنف الذي تعرضت له من أقرانها ووالديها. وبينما كانت تنزف من جرحٍ ألحقته بنفسها استمرت في تلقي رسائل كراهية على هاتفها. وفي النهاية حاولت كارين وفيكي مواساة آشلي عبر الباب، لكنهما قوبلتا بالصمت يملؤهما الخوف اندفعتا عبر باب الحمام المغلق لتجدا جثة آشلي هامدة.

## استقبال الجمهور
حظي فيلم "الحب هو كل ما تحتاجه؟" بمراجعات إيجابية في الغالب. حيث قدّمت الناقدة السينمائية جودي مولين مراجعة إيجابية وكتبت أن القصة "ملهمة حقًا". وبعد مشاهدة فيلم "الحب هو كل ما تحتاجه؟" في مهرجان أتلانتا السينمائي لعام 2011 كتب لاري ماكجيليكودي أن الفيلم "يُمثّل بيانًا قويًا ضد التعصب والتنمر والقمع".

## الفيلم الروائي الطويل
بعد الإعلان عن تحويل الفيلم القصير إلى فيلم طويل أُضيفت قصة جديدة تدور حول لاعبة كرة قدم تدخل في علاقة مع صحفي. ويتضمن الفيلم أيضًا قصة آشلي وتعيد دي بينيديتو تمثيل دورها. كما تظهر ليفي ولازار أيضًا بدور ممرضة ومعلقة على التوالي. ومن بين الممثلين الآخرين إليزابيث روم وإميلي أوزمنت ومايك مانينغ وجيريمي سيستو.

## التأثير
صرحت مخرجة الفيلم كيم روكو شيلدز بأن مهمتها كمخرجة هي "إنتاج عمل يُحدث تغييرًا اجتماعيًا". وقد أُنتج فيلم "الحب هو كل ما تحتاجه؟" لإحداث تغيير اجتماعي ووضع حد للتنمر على مجتمع الميم. يتناول الفيلم المعتقدات الخاطئة التقليدية حول التنمر والأدوار الجنسية ويقلبها رأسًا على عقب ولا يُمكن للمرء إدراك الافتراضات الضارة التي يحملها إلا نتيجة لاستخدام هذا العالم البائس. يتيح لنا الفيلم رؤية الواقع المدمر للتنمر من منظور مختلف منظور لم يُشرق من قبل.

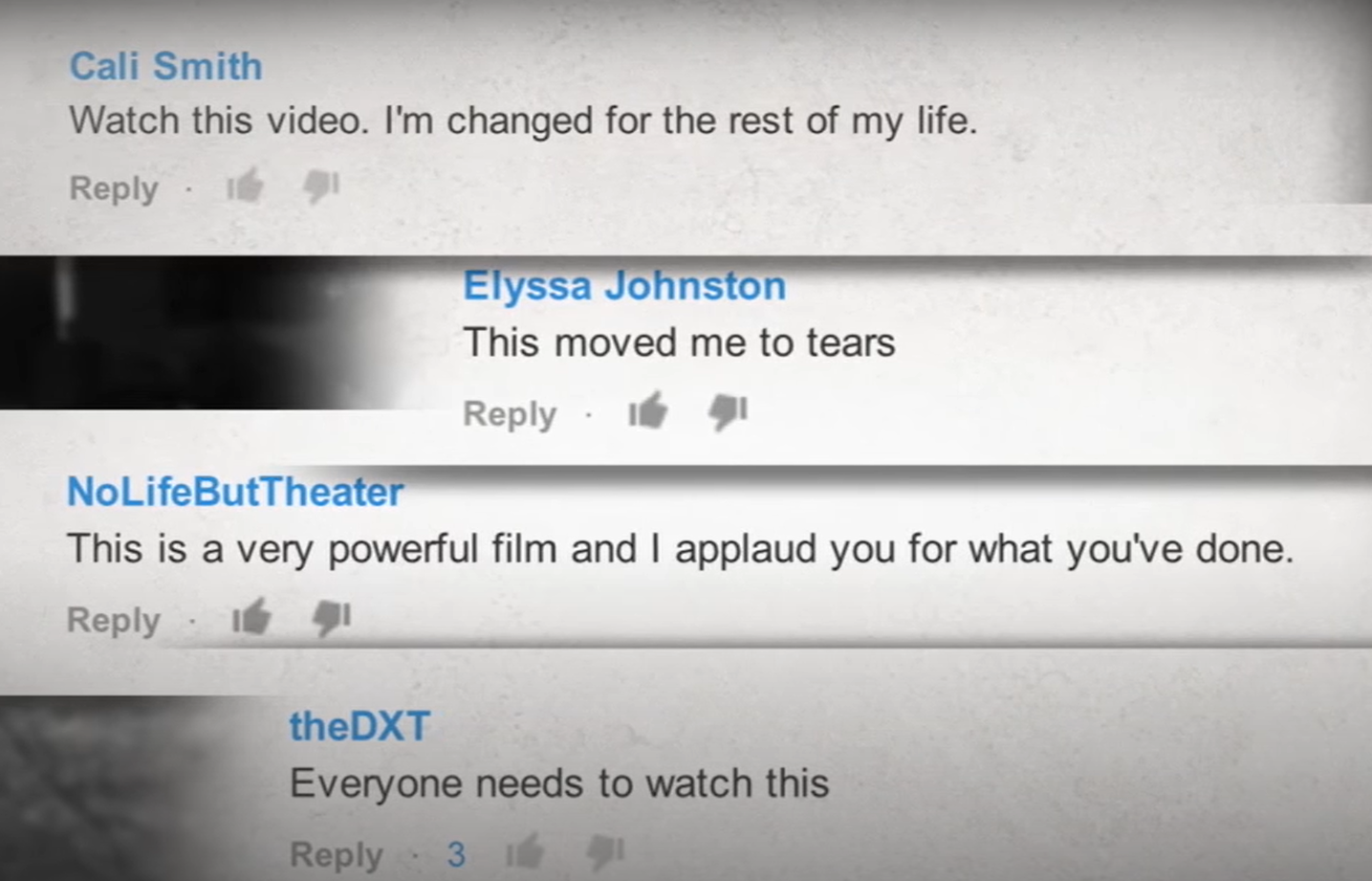
مستخدمو اليوتيوب يشاركون مشاعرهم حول الفيلم.

بحلول عام 2016 حقق فيلم الحب هو كل ما تحتاجه؟ 30 مليون مشاهدة على يوتيوب وفيس بوك. ومنذ إصداره استخدم الفيلم كأداة لمكافحة التنمر في المدارس في جميع أنحاء أمريكا. تشارك جايل رولف مديرة التعليم في أصدقاء المشروع 10 الحاجة إلى الفيلم وأهميته "نحن بحاجة إلى الحوار ونحن بحاجة إلى التعليم ونحن بحاجة إلى التحدث عن هذه القضايا الخاصة بأولئك الذين يتعرضون للوصم والضحايا بسبب من هم". وقد تُرجم الفيلم منذ ذلك الحين إلى 15 لغة مختلفة في جميع أنحاء العالم وأثار حوارًا دوليًا حول حقوق الإنسان. ونظرًا للتأثير الملهم للفيلم أنتجت روكو وفريق إنتاجها فيلمًا روائيًا طويلًا بعنوان الحب هو كل ما تحتاجه (2016) على أمل الاستمرار في التأثير على المجتمع وإلهامه.

## روابط خارجية
- الموقع الرسمي
- الحب هو كل ما تحتاجه  في قاعدة بيانات الأفلام على الإنترنت (بالإنجليزية)